# Curso de Pós-graduação em Desenvolvimento, Agricultura e Sociedade
O Curso de Pós-graduação em Desenvolvimento, Agricultura e Sociedade - CPDA - é um programa brasileiro interdisciplinar de mestrado, criado em 1977, atualmente pertencente à Universidade Federal Rural do Rio de Janeiro, sendo a entidade que foi sede regional dos cursos de Mestrado da Organização das Nações Unidas para a Alimentação e a Agricultura.

## Histórico
O CPDA foi criado como entidade ligada à Fundação Getúlio Vargas, transferindo-se em meados dos anos 80 para a UFRRJ.
Criado como curso de mestrado, a partir de 1995 passou a oferecer também o doutorado, tendo até 2006 diplomado cerca de 300 mestres e 50 doutores. Atualmente oferece estágios de pós-doutorado.

## Publicações
Desde 1993 publica a revista científica Estudos Sociedade e Agricultura.